# شهر مرده (فیلم)
شهر مرده (انگلیسی: Dead City) یک فیلم درام یونانی محصول ۱۹۵۱ به کارگردانی فریکسوس ایلیادیس است. این فیلم در جشنواره فیلم کن ۱۹۵۲ حضور داشت.